# Traveller – Die Highway-Zocker
Traveller – Die Highway-Zocker (Originaltitel Traveller) ist ein US-amerikanisches Filmdrama aus dem Jahr 1997. Der Film ist das Regiedebüt von Kameramann Jack N. Green.

## Handlung
Der junge Pat besucht den Clan der fahrenden Iren (im Original irish travellers), um dort an der Beerdigung seines Vaters teilzunehmen. Aufgrund seiner Abstammung möchte er dem Clan beitreten. Nach erster Zurückweisung wird er von Bokky aufgenommen und die „Geschäfte“ eingewiesen. Diese basieren vor allem auf das Ausnutzen von arglosen Mitmenschen mit Tricks und Gaunerei. Währenddessen verliebt sich Bokky in eine Frau und wünscht sich einen anderen Lebensweg.

## Hintergrund
Am 18. April 1997 erschien der Film in den US-amerikanischen Kinos.
Der Film spielte insgesamt 534.010 US-Dollar ein, davon 30.855 Dollar am Eröffnungswochenende.